# Crazy Climber
Crazy Climber (クレイジークライマー, Kureijī Kuraimā) és una màquina recreativa fabricada per Nichibutsu el 1980. També va ser llançat a Amèrica del Nord per Taito America Corporation a través d'UA Ltd. el 1982 per l'Emerson Arcadia 2001 i altres videoconsoles. És un dels videojocs més aclamats de la col·lecció Nichibutsu. És un precursor del gènere de plataformes, Crazy Climber va ser el primer videojoc que girava al voltant de l'escalada, concretament escalant edificis, abans del Donkey Kong de 1981 de Nintendo.